# Albatros (1942)
Pour les articles homonymes, voir Albatros.
Le voilier allemand Albatros  est une goélette à hunier de l'association Clipper DJS e.V. 1973. Il sert aujourd'hui de navire-école qui navigue comme voilier traditionnel en mer Baltique.

## Histoire
L' Albatros a été lancé en 1942 sous le nom de Dagmar Larssen au chantier naval danois KA Tommerup à Hobro au Danemark en tant que galéasse pour le transport de marchandises. Sa coque a été construite en "chêne sur chêne", ceci signifiant des planches de chêne sur des armatures de chêne. Le Dagmar Larssen a d'abord servi de bateau de pêche dans la mer du Nord.
En 1951, le navire a été vendu et rebaptisé Iris Thy. En 1953, les voiles et les mâts du navire ont été réduits, et en 1957 le navire est revenu à de nouveaux propriétaires à Ærø.
En 1961 il a été revendu et rebaptisé d'après le nom de l'épouse du nouveau propriétaire Esther Lohse au port d'attache de Bornholm. Un moteur diesel Alpha de 120 cv a été installé. Selon d'autres informations, le navire aurait transporté des marchandises en Islande du début des années 1950 à 1973.
Au début des années 1970, le navire est passé sous pavillon britannique. Il a été acheté par Tony et Fleur Davies près de Colchester dans le sud-est de l'Angleterre. En 1972, le navire a été gréé en goélette à trois mâts (goélette à trois mâts à gréement carré). . L'Esther Lohse a été largement révisé et équipé pour des voyages d'aventure avec des passagers. Depuis lors, l'ancienne cale, qui a été construite avec des planches épaisses, sert de mess et de cuisine, les chambres à coucher sont structurellement séparées. Les superstructures modernes du pont, qui avaient changé l'apparence du navire, ont été enlevées. Dans les années suivantes, le navire a été utilisé pour des voyages charters et comme un navire pour le cinéma. Ainsi, il joue, entre autres, dans certains épisodes de la série de films "La Grande Aventure de James Onedin".
En 1978, le club allemand "Clipper DJS", avec le soutien de la ville de Bremerhaven l'a racheté et l'a rebaptisé à son nom actuel Albatros. L'année suivante, le navire a été largement restauré. Depuis lors, chaque année, du printemps à l'automne, l' Albatros fournit des équipes de volontaires pour des voyages d'une et de deux semaines, en particulier dans la mer Baltique allemande et danoise. Le navire est géré par des contributions au club, le travail volontaire et les invités payants.
Plusieurs fois le navire a pris part à des régates pour les grands voiliers (anciennement Cutty Sark Tall Ships' Races). L'Albatros est exploité comme un navire traditionnel .